# The Signpost
The Signpost es una publicación elaborada por colaboradores de la Wikipedia en inglés, editada en comunidad y que aborda eventos y cuestiones relacionadas con Wikipedia y sus proyectos hermanos.
La primera edición se publicó el 10 de enero del 2005. En un principio, se llamaba The Wikipedia Signpost, pero en agosto del 2010 adquirió el nombre que tiene ahora.
Se trata de una publicación independiente de la Fundación Wikimedia. Las opiniones expresadas por los autores de sus artículos no necesariamente reflejan la opinión de la Fundación Wikimedia.
The Signpost ha sido objeto de análisis académico en la revista Foro Sociológico, en la revista de movimientos sociales Interface, y en la New Review of Academic Librarianship. Ha sido cubierto por The New York Times, The Register, y Heise Online. El libro Wikipedia: The Missing Manual considera a The Signpost lectura esencial para nuevos y ambiciosos editores de Wikipedia.